# Louisa Adams
Louisa Catherine Johnson Adams (Londres, 12 de febrero de 1775-Washington D. C., 15 de mayo de 1852) fue la esposa del presidente John Quincy Adams y primera dama de los Estados Unidos de 1825 a 1829.

## Biografía
Louisa Catherine Johnson nació en Londres el 12 de febrero de 1775, siendo la primera primera dama de los Estados Unidos que nació en el extranjero. Era la hija de Joshua Johnson, un comerciante estadounidense, y Catherine Johnson Nuth, una dama británica. Su padre nació en Maryland y sirvió en el consulado general de Estados Unidos en Londres después de 1790. Tenía seis hermanas: Ann, Caroline, Harriet, Catherine, Elizabeth y Adelaida, y un hermano, Thomas. Louisa creció en Londres y Nantes, Francia, donde se refugió su familia durante la Guerra de Independencia de los Estados Unidos de 1776. En Nantes, a los cuatro años de edad, conoció a su futuro marido, que viajaba con 12 años por Francia con su padre.
Se reencontró luego con Adams, esta vez en Londres, donde su padre se desempeñó como cónsul estadounidense. Adams primeramente se interesó por su hermana mayor, aunque también en Louisa. John Quincy Adams, de 30 años, se casó con Louisa, de 22 años, el 26 de julio de 1797, en la parroquia de Todos los Santos de Barking en Londres, Inglaterra. El padre de Adams, John Adams, se había sobrepuesto a sus objeciones iniciales de que su hijo se casara con una extranjera.
Sus padres abandonaron Europa en 1797 y se fueron a los Estados Unidos. 

### Descendencia
Juntos, John Quincy Adams y Louisa Adams tuvieron 4 hijos siguientes:
1. George Washington Adams (1801-1829), abogado.
2. John Adams II (1803-1834), asistente presidencial.
3. Charles Francis Adams (1807-1886), diplomático y funcionario público.
4. Louisa Catherine Adams (1811-1812).

### Muerte
Su marido murió en el Capitolio de Estados Unidos en 1848; después de lo cual ella se quedó en Washington D. C. hasta su muerte el 15 de mayo de 1852, a los 77 años. Fue enterrada junto a sus suegros John Adams y la primera dama Abigail Adams en la United First Parish Church (Primera Iglesia Parroquial Unida) en Quincy, Massachusetts.
- Datos: Q233660
- Multimedia: Louisa Adams / Q233660